# Józef Płużański (major)
Józef Płużański (ur. 14 czerwca 1894 w Końskich, zm. w kwietniu 1945 w Stuthoff) – major kawalerzysta Wojska Polskiego, uczestnik I wojny światowej, wojny polsko-bolszewickiej i II wojny światowej, kawaler Orderu Virtuti Militari.

## Życiorys
Urodził się 14 czerwca 1894 w rodzinie Witolda i Marii z Jarosławskich. Podczas nauki brał udział w strajku szkolnym za co został ze szkoły karnie usunięty. Od 1905 w Szkole Kadetów w Połocku, od 1913 do Akademii Rolniczej w czeskim Taborze. Należał do Związku Strzeleckiego. Po wybuchu I wojny światowej w 1914 zmobilizowany do armii rosyjskiej. W latach 1915–1916 szkolił się w oficerskiej szkole kawalerii w Elizawetgradzie. Od 1 października 1916 w stopniu podporucznika dyonu, następnie pułku. Służył w Legionie Puławskim, z którym brał udział w bitwie pod Stanisławowem i szarży pod Krechowcami. Od 1918 dowódca szwadronu w 1 pułku ułanów 1 Korpusu Polskiego w Rosji. Po rozwiązaniu Korpusów próbował się przedostać na Półwysep Kolski, zatrzymany i aresztowany, udało mu się uciec z więzienia w Moskwie. Od grudnia 1918 w 1 Dywizji Jazdy gen. Lucjana Żeligowskiego. Następnie jako d-ca szwadronu w 1 pułku ułanów krechowieckich.
"31 sierpnia 1920 pod Komorowem brawurową szarżą swego 1 szwadronu udaremnił przebicie się części sił Budionnego." Za ten czyn odznaczony Orderem Virtuti Militari.
Po zakończeniu wojny, od 15 października 1921 jako instruktor pod Równem. W 1922 przeniesiony do rezerwy w stopniu rotmistrza. Otrzymał działkę w Osadzie Krechowieckiej na Wołyniu, gdzie był instruktorem. Od 1933 był instruktorem Przysposobienia Wojskowego Konnego w O. K. II, od 1937 instruktorem głównym Przysposobienia Wojskowego Konnego „Krakusów” w P. U. Wychowania Fizycznego i Przysposobienia Wojskowego.
Podczas okupacji niemieckiej w ZWZ, później w Armii Krajowej. Wiosną 1944 aresztowany i osadzony w warszawskim więzieniu. W lipcu przewieziony do obozu Stuthoff i tam zamordowany. Dokładna data śmierci nieznana.

## Życie prywatne
Żonaty od 23 listopada 1923 z Zofią Falkiewicz. Mieli czworo dzieci.

## Ordery i odznaczenia
- Krzyż Srebrny Orderu Wojskowego Virtuti Militari nr 2560[1][4] – 1921[3]
- Krzyż Niepodległości (16 marca 1933)[5][1]
- Krzyż Walecznych (czterokrotnie)[1]
- Medal Pamiątkowy za Wojnę 1918–1921[2]
- Medal Zwycięstwa („Médaille Interalliée”)[2]

## Awanse
- podporucznik – 1914[6]
- rotmistrz – 1921[6]
- major – przed 1939[6]